# Fortim
Fortim là một đô thị thuộc bang Ceará, Brasil. Đô thị này có diện tích 280,184 km², dân số năm 2007 là 14067 người, mật độ 50,21 người/km².